# ナンブミズベヘビ
ナンブミズベヘビ（南部水辺蛇、Nerodia fasciata）は、有鱗目ナミヘビ科ミズベヘビ属に分類されるヘビ。

## 分布
アメリカ合衆国南東部

## 形態
全長60-100cm。体色は暗色で褐色の横帯が入るが、個体による変異が大きい。

## 亜種
- Nerodia fasciata confluens　(Blanchard, 1923)
- Nerodia fasciata fasciata　(Linnaeus, 1766)
- Nerodia fasciata pictiventris　(Cope, 1895)

## 生態
河川、湖、池沼等の水辺や湿地等に生息する。夜行性だが、木の枝等の上で日光浴を行うことも好む。性質は荒く、危険を感じると噴気音を出して威嚇したり噛みつくこともある。
食性は動物食で、魚類、両生類等を食べる。
繁殖形態は卵胎生で、1回に2-57頭の幼体を産む。

## 人間との関係
開発による生息地の破壊や、毒蛇と間違われ駆除される等の理由で生息数は減少している。
ペットとして飼育されることもあり、日本にも輸入されている。性質が荒く、触れようとすると暴れる。